# Meubelen Nova

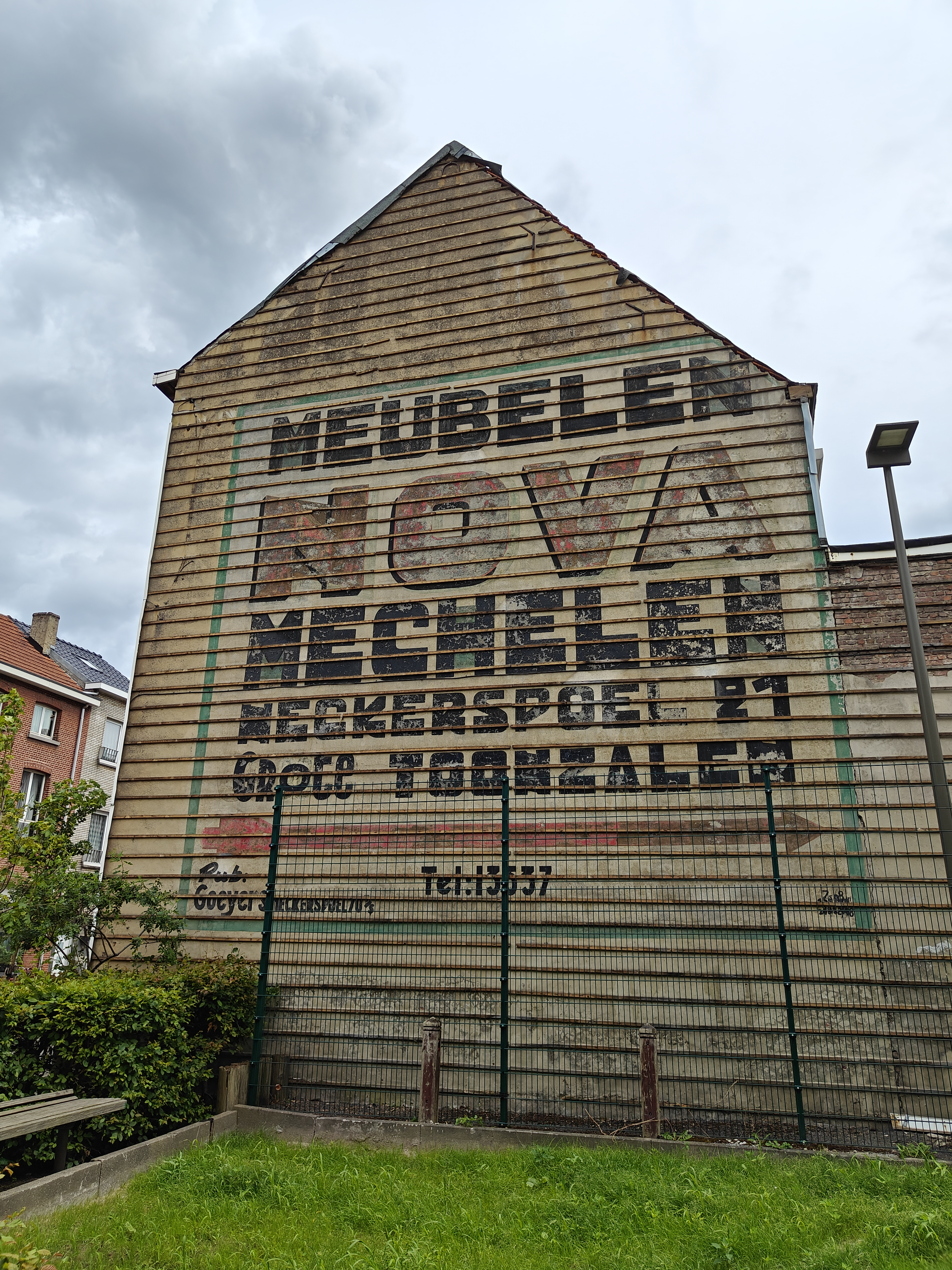
Gevelreclame

Meubelfabrieken Nova NV was in de 20e eeuw een meubelwinkel in Mechelen op Nekkerspoelstraat 21, vlak bij station Mechelen-Nekkerspoel.
De firma ontstond door Alphonse Michiels en zoon.
In de jaren 1960 kreeg de winkel een toren met zeven verdiepingen, die toonzalen bevatte en een restaurant en bar op de bovenste verdieping. Zichtbaar vanop de trein, stond de toren symbool voor Mechelen als meubelstad.
De meubelsector kreeg het moeilijk tijdens de jaren 1970. In 1967 en 1969 waren er plannen voor brandtrappen aan de Nova-toren, die niet werden uitgevoerd. Rond 1976 moest eerst het restaurant en vervolgens ook de toonzalen in de toren sluiten voor het publiek, na negatieve brandinspecties. In 1978-1979 werd Nova failliet verklaard.
De toren werd afgebroken en het Speelgoedmuseum Mechelen kwam in de plaats in het resterende gebouw.